# Flaga Mönkebude
Flaga Mönkebude – flaga gminy Mönkebude. Została zaprojektowana przez mieszkańca Sagardu Gerharda Koggelmanna i w 1999 r. została zatwierdzona przez Ministerstwo Spraw Wewnętrznych (Bundesministerium des Innern, für Bau und Heimat).

## Wygląd i symbolika
Prostokątny, biały płat tkaniny o proporcji szerokości do długości 3:5, z dwoma pionowymi niebieskimi pasami. Od lewej:
- biały pas o szerokości 1/12 długości płata
- niebieski pas o szerokości 1/6
- biały pas o szerokości 1/2
- niebieski pas o szerokości 1/6
- biały pas o szerokości 1/12

Pośrodku flagi na białym pasie umieszczony jest herb Mönkebude. Herb zajmuje 2/3 wysokości flagi.